# Rue Dossin
La rue Dossin est une rue de la ville belge de Liège faisant partie du quartier administratif des Guillemins.

## Odonymie
Cette rue rend hommage à Pierre-Etienne Dossin né le 7 février 1777 à la Tour aux Sapins qui se dressait à l'emplacement de la rue actuelle. La Tour aux Sapins était une ancienne bâtisse datée de 1598 mais d'origine plus ancienne. Elle fut détruite en février et mars 1892. Pierre-Etienne Dossin était pharmacien et botaniste reconnu, auteur en 1807 d'un Catalogue des Plantes qui croissent dans le Département de l’Ourthe et dans quelques endroits circonvoisins. Il mourut le 26 décembre 1852.

## Localisation
Cette artère plate et rectiligne se trouve sur la rive gauche de la Meuse prolonge la rue des Rivageois et relie  la rue de Fragnée à la rue Varin. Elle est coupée en son centre par la rue Auguste Buisseret. Elle est large d'environ 12 m et longue de 215 m.

## Historique
Cette rue fut créée en 1867 dans le cadre des aménagements du quartier des Guillemins.

## Rues adjacentes
- Rue Varin
- Rue Auguste Buisseret
- Rue de Fragnée